# Samúel Friðjónsson
Samúel Kári Friðjónsson (Reykjanesbaer, 1996. február 22. –) izlandi válogatott labdarúgó, a görög Atrómitosz középpályása.

## Pályafutása

### Klubcsapatban
A Keflavíkur csapatának az akadémiáján nevelkedett és a felnőtt csapatban is pályára lépett. 2013. július 1-jén csatlakozott az angol a Reading csapatához, két évre írt alá. Egy évvel meghosszabbították 2015 májusában. Egy évvel később bejelentette a klub, hogy szerződésének lejártával szabadúszó játékossá válik. 2016. június 16-án aláírt a norvég Vålerenga csapatához három és fél évre. 2019. január 30-án egy szezonra kölcsönbe került a Viking csapatához. 2020. január 18-án szerződtette a német Paderborn csapata.

### A válogatottban
2018. május 11-én bekerült Heimir Hallgrímsson szakvezető 23 fős végleges keretébe, amely a 2018-as labdarúgó-világbajnokságon vesz részt.

## Sikerei, díjai
- Viking
  - Norvég kupa: 2019